# Мінджун
Мінджун (кор. 민중, 閔中, Minjung, Minjung; ? — 48) — корейський ван, четвертий правитель держави Когурьо періоду Трьох держав.

## Біографія
Відповідно до Самгук Сагі він був молодшим братом свого попередника, Темусіна, та наймолодшим сином вана Юрімьона. Зійшов на трон після смерті Темусіна через надто молодий вік спадкоємця престолу, Хає У (майбутній тхеван Мобон).
Натомість Самгук Юса зазначає, що Мінджун був сином Темусіна й молодшим братом Мобона.
Правління Мінджуна було нетривалим, але він зумів уникнути серйозних військових конфліктів та зберегти мир на переважній більшості своїх володінь.
Разом з тим за часів перебування Мінджуна на троні його країну спіткали кілька стихійних лих, зокрема повінь у східних провінціях, що призвела до голоду серед населення.
За п'ять років після початку правління Мінджун захворів і помер. Престол після його смерті успадкував Мобон.